# Projectieve coördinaten
In de projectieve meetkunde, een deelgebied van de wiskunde, maken projectieve coördinaten het mogelijk berekeningen in de projectieve ruimte uit te voeren op dezelfde wijze als cartesische coördinaten het mogelijk maken berekeningen uit te voeren in de euclidische ruimte. Projectieve coördinaten hebben een scala van toepassingen, met inbegrip van computergraphics, waar zij het mogelijk maken dat affiene transformaties en meer in het algemeen projectieve transformaties gemakkelijk door een matrix kunnen worden gerepresenteerd. Projectieve coördinaten zijn homogeen, wat inhoudt dat alleen de verhoudingen absolute betekenis hebben.
In het reële projectieve vlak, de tweedimensionale projectieve ruimte {\displaystyle P(\mathbb {R} ^{3})}, bestaan de punten uit de lijnen door de oorsprong van de {\displaystyle \mathbb {R} ^{3}} en de lijnen uit de vlakken door de oorsprong. Een lijn is een eendimensionale en een vlak een tweedimensionale deelruimte van de {\displaystyle \mathbb {R} ^{3}}. Een punt in het projectieve vlak wordt dus beschreven door de vectoren {\displaystyle \lambda (x,y,z)}. De projectieve coördinaten van dat punt worden vaak als {\displaystyle [x:y:z]} genoteerd. Er geldt voor iedere {\displaystyle \lambda \neq 0}:
{\displaystyle [x:y:z]=[\lambda x:\lambda y:\lambda z]}.
Dat betekent dat projectieve coördinaten homogeen zijn. 